# Несущий корпус
Несущий корпус (несущий фюзеляж) (англ. Lifting body) — аэродинамическое решение, при котором подъёмная сила формируется на корпусе летательного аппарата. В большинстве случаев используется для разгрузки обычного крыла, причём чаще всего подъёмная сила создаётся только на режимах высокой скорости при значительных углах атаки.
Кроме того, при отсутствии обычного крыла, о несущем корпусе можно говорить, как об аэродинамической компоновке летательного аппарата. При этом, в отличие от летающего крыла, которое представляет собой крыло без фюзеляжа как такового, несущий корпус представляет собой фюзеляж без типичных для крыла плоских форм и уменьшения толщины по краям. Такую аэродинамическую компоновку использовали американские экспериментальные самолёты Northrop M2-F2, Northrop M2-F3, Martin Marietta X-24, Northrop HL-10. Также эта компоновка применяется в некоторых гиперзвуковых ЛА и проектах многоразовых космических кораблей (например, NASA X-38, Клиппер).
- Martin Marietta X-24[англ.] модели A, построенный в рамках экспериментальной военной программы США с 1963 по 1975 годы
- Martin Marietta X-24[англ.] модели B
- Northrop M2-F3[англ.]
- Northrop HL-10 (слева), в небе пролетает B-52, справа шагает пилот Билл Дэйна

## Интегральная компоновка
Несущий фюзеляж может давать весьма значительный вклад в подъёмную силу самолёта. Например, у самолёта Short SC.7 Skyvan 30% общей подъёмной силы создаётся за счёт фюзеляжа – почти столько же, сколько создаёт каждая консоль крыла (по 35%). Известен случай, когда весной 1983 года израильский F-15 смог приземлиться с полностью оторванным полукрылом, при этом посадочная скорость составляла порядка 500 км/ч . Этот случай серьёзно озадачил инженеров из МакДонелл Дуглас, так как согласно их моделям такой полёт был невозможен.
В случае, когда фюзеляж плавно переходит в крыло, создавая с ним единую несущую поверхность, говорят об интегральной компоновке. Основным преимуществом такой компоновки является меньшее лобовое сопротивление и возможность значительно увеличить внутренние объёмы. При этом сильно изменяется распределение объёмов по длине фюзеляжа, и в случае их неоптимального использования может привести к неоправданному увеличению общего миделя. При разработке истребителей 4-го поколения ЦАГИ настоятельно рекомендовал не применять интегральную компоновку, тем не менее МиГ-29 и Су-27 были спроектированы именно как "интегральные". Впоследствии, испытания различных вариантов компоновки не выявили никаких преимуществ моделей, выполненных по традиционной схеме, перед интегральной компоновкой. В случае интегральной компоновки фюзеляж может давать значительный вклад в подъёмную силу на всех режимах полёта. Например, МиГ-29 около 40% своей подъёмной силы создаёт за счёт фюзеляжа, причём на углах атаки более 17° роль фюзеляжа и корневых наплывов значительно возрастает.

## История
В 1921 году авиатор и разработчик самолётов Винсент Юстас Бёрнелли запатентовал простую идею аэродинамического профиля, включающего корпус летательного аппарата, и увеличивающего подъёмную силу самолёта. Несмотря на множество деловых и политических неудач, Бёрнелли продолжал совершенствовать и лицензировать свои разработки, производя многочисленные улучшения, вплоть до своей смерти в 1964 году.
- Burnelli UB-14